# Телянино
Телянино — деревня в Никольском районе Вологодской области.
Входит в состав Аргуновского сельского поселения, с точки зрения административно-территориального деления — в Аргуновский сельсовет.

## География
Расстояние по автодороге до районного центра Никольска — 47 км, до центра муниципального образования Аргуново — 3 км. Ближайшие населённые пункты — Красная Звезда, Павлово, Мичково.

## Палеонтология
В отложениях раннего триасового периода (предположительно верхнеиндский подъярус) Телянино найден ископаемый образец темноспондильной амфибии Tupilakosaurus wetlugensis.

## Население
По переписи 2002 года население — 107 человек (54 мужчины, 53 женщины). Всё население — русские.